# Pablo de Blasis
Pablo Ezequiel de Blasis (* 4. Februar 1988 in La Plata, Buenos Aires) ist ein argentinischer Fußballspieler. Er steht in seiner Heimat beim Gimnasia y Esgrima La Plataunter Vertrag.

## Karriere
Pablo de Blasis gab sein Profidebüt 2008 für Gimnasia y Esgrima La Plata, aus dessen Jugend er stammt. 2009 wurde er an Ferro Carril Oeste verliehen. Von 2012 bis 2014 spielte er beim griechischen Verein Asteras Tripolis, mit dem er in der dritten Runde der Qualifikation zur UEFA Europa League 2014/15 seinen späteren Verein Mainz 05 ausschaltete und anschließend in den Play-offs ausschied.
Zur Saison 2014/15 verpflichtete ihn der 1. FSV Mainz 05, bei dem er einen Dreijahresvertrag unterschrieb. Für Mainz 05 absolvierte er 115 Pflichtspiele (17 Tore) in der Bundesliga, im DFB-Pokal und in der Gruppenphase der Europa League 2016/17.
Am 30. August 2018 verließ de Blasis auf eigenen Wunsch Mainz und wechselte zum spanischen Erstligisten SD Eibar. Ab Januar 2021 lief er für den Zweitligisten FC Cartagena auf. 2023 wechselte der Argentinier zurück zu seinem Ausbildungsklub Gimnasia y Esgrima La Plata.